# 翟釗
翟釗（？—393年），丁零人，中國十六國時期翟魏的末任君主，是前任君主翟遼之子。

## 生平
翟遼為丁零首領及翟魏君主時，翟釗係受翟遼之命，侵略四周郡縣。翟魏建光四年十月（391年），翟遼去世，翟釗繼位，並改元定鼎。翟釗即位後不久就進攻後燕鄴城（今河北臨漳縣西），但被慕容農擊退。
定鼎二年（392年）二月，翟釗派了部將翟都侵略後燕的館陶（今河北館陶縣），屯在蘇康壘。三月，後燕帝慕容垂親征翟魏，先逼蘇康壘，令翟都南奔滑台（今河南滑縣）。翟釗曾向西燕求援，但遭西燕拒絕。至六月，慕容垂在黎陽（今河南濬縣）預備南渡黃河，翟釗就在黃河南岸列兵對抗。慕容垂於是遷營西津，在黎陽西面四十里外的地方製了百多艘牛皮船，好像要在那裏溯水而上樣子。翟釗於是領兵到西津，慕容垂於是趁機命慕容鎮在夜裏渡河，一夕之間就在河南建起了軍營。翟釗聞訊立即回軍進攻，但慕容鎮堅壁拒戰，而且翟釗軍行軍疲累，未能攻下。翟釗於是想離去，但慕容鎮此時就引兵出戰，聯同在西津渡河而來的慕容農夾擊翟釗，終大敗翟釗軍。翟釗敗得返回滑台，並帶著妻兒及餘下的部眾北渡黃河，在白鹿山據險而守。燕軍因而無法進攻，被逼退軍，但卻留下騎兵等他下山。不久，翟釗下山，就遭燕軍回軍襲擊，盡俘其部眾，翟釗逃奔西燕。被任命為車騎大將軍、兗州牧，封東郡王。翟魏自此滅亡。
次年（393年），翟釗謀反，被西燕帝慕容永所殺。